# Premios Tu Mundo 2012
 (février 2019).
Si vous disposez d'ouvrages ou d'articles de référence ou si vous connaissez des sites web de qualité traitant du thème abordé ici, merci de compléter l'article en donnant les références utiles à sa vérifiabilité et en les liant à la section « Notes et références ».
Premios Tu Mundo 2012 est la première cérémonie de remise de prix produite par Telemundo et diffusée en direct le 30 août 2012. Elle a été animée par Gaby Espino et Rafael Amaya. Le vote des candidats a commencé le 25 juillet et s'est terminé le 17 août 2012. L'émission des récompenses a attiré en moyenne 1,68 million de téléspectateurs. En raison de son succès, une deuxième édition des Premios Tu Mundo a eu lieu le 15 août 2013. 

## Vainqueurs et nommés
(novembre 2020).

### Telenovela
| Novela of the Year, | Favorite Lead Actress, |
| --- | --- |
| - Mi corazón insiste - Corazón valiente - La casa de al lado - La reina del sur - Una maid en Manhattan | - Maritza Rodríguez - La casa de al lado - Adriana Fonseca - Corazón valiente - Catherine Siachoque - La casa de al lado - Kate del Castillo - La reina del sur - Litzy - Una maid en Manhattan                                                                                                |
| Favorite Lead Actor | The Best Bad Boy |
| - Jencarlos Canela - Mi corazón insiste - José Luis Reséndez - Corazón valiente - Gabriel Porras - La casa de al lado - Gabriel Coronel - Relaciones peligrosas - Eugenio Siller - Una maid en Manhattan                                                                                         | - Tony Dalton - Flor salvaje - Manuel Landeta - Corazón valiente - David Chocarro - La casa de al lado - Miguel Varoni - La casa de al lado - Gonzalo García Vivanco - Relaciones peligrosas                                                                                                   |
| The Best Bad Girl | Best Supporting Actress |
| - Aylín Mújica - Corazón valiente - Aylín Mújica - Aurora - Maritza Rodríguez - La casa de al lado - Ana Layevska - Mi corazón insiste - Vanessa Villela - Una maid en Manhattan | - Wanda D'Isidoro - Una maid en Manhattan - Rosalinda Rodríguez - La casa de al lado - Katie Barberi - Mi corazón insiste - Daniela Navarro - Relaciones peligrosas - Maritza Bustamante - Relaciones peligrosas                                                                               |
| Best Supporting Actor | Best Young Performance |
| - Gabriel Valenzuela - La casa de al lado - Jorge Luis Pila - Aurora - Jorge Consejo - Relaciones peligrosas - Orlando Fundicheli - Relaciones peligrosas - Henry Zakka - Una maid en Manhattan                                                                                                  | - Jorge Eduardo García - Una maid en Manhattan - Briggitte Bozzo - Corazón valiente - Nicole Arci - Corazón valiente - Andrés Cotrino - La casa de al lado - Emily Alvarado - Relaciones peligrosas                                                                                            |
| The Perfect Couple | The Best Kiss |
| - Ximena Duque et Fabián Ríos - Corazón valiente - Karla Monroig et Jorge Luis Pila - La casa de al lado - Ximena Duque et David Chocarro - La casa de al lado - Carmen Villalobos et Jencarlos Canela - Mi corazón insiste - Litzy et Eugenio Siller - Una maid en Manhattan                    | - Ximena Duque et Fabián Ríos - Corazón valiente - Catherine Siachoque et Miguel Varoni - La casa de al lado - Ximena Duque et David Chocarro - La casa de al lado - Carmen Villalobos et Jencarlos Canela - Mi corazón insiste - Ana Layevska et Christian de la Campa- Relaciones peligrosas |
| Best Bad Luck Moment | Favorite Novela Soundtrack |
| - Andrés ruins Lola Volcán's wedding - Mi corazón insiste - Vicente's seduction plan fails - Corazón valiente - Angela confuses the house owner with an employee - Corazón valiente - Love that kills - La reina del sur - Marisa confirms that Victor will never change - Una maid en Manhattan | - "Mi corazón insiste" - Jencarlos Canela - Mi corazón insiste - "Aurora" - Aurora - "Mi primer amor - Corazón valiente - "La casa de al lado - La casa de al lado - "Amor sin final - Una maid en Manhattan                                                                                   |

,

### Musique
| Party Starter Song | Song That Steals My Heart |
| --- | --- |
| - "Dutty Love" - Don Omar feat. Natti Natasha - Ai Se Eu Te Pego - Michel Teló - "Bailando por el mundo" - Juan Magán feat. Pitbull et El Cata - "Inténtalo" - 3Ball MTY - "International love" - Pitbull                | - "Las cosas pequeñas" - Prince Royce - "Llamada de mi ex" - La Arrolladora Banda El Limón - "Lo siente mi amor" - Jenni Rivera - "Mi santa" - Romeo Santos feat. Tomatito - "Un hombre normal" - Espinoza Paz |
| Best Music Video | |
| - "Follow the leader" - Wisin y Yandel feat. Jennifer Lopez - Bebe bonita - Chino y Nacho feat. Jay Sean - Boys will be boys - Paulina Rubio - Eres cosa del pasado - Fidel Rueda - Para ti solita - Banda Los Recoditos | |

,

### Variety
| Favorite Film | Favorite Latino in Hollywood |
| --- | --- |
| - The Avengers - Men in Black 3 - Prometheus - Savages - Blanche-Neige et le Chasseur | - Jennifer Lopez - Benicio del Toro - Diego Boneta - Demián Bichir - Sofía Vergara                                                                                  |
| I'm Sexy and I Know It | #MostSocial |
| - Anahí - Cristiano Ronaldo - Natalia Jiménez - Ricky Martin - Romeo Santos | - Gaby Espino - Chad Ochocinco - Dulce María - Jenni Rivera - Prince Royce                                                                                          |
| That's Crazy! | Favorite Viral Video |
| - Caso Cerrado - Man attacking own son's mother - 12 Corazones - Girls wrestling - I Love Jenni - Jenni discusses with her brother on the phone - Nitido - Lupillo Rivera as a referee in a mud fight between two women - Operacion Repo - Altercation between juveniles | - Lo mejor de mi vida eres tú - Carrie baila merengue en Miami - Michael Peña y la ñ - "Rolling in the deep" - Vázquez Sounds - Sh*t que dicen las chicas españolas |
| Sports Sensation of the Year | Most Charismatic Athlete |
| - Marlen Esparza - Julio César Chávez Jr. - Mario Gutierrez - Marco Fabián - Sergio Agüero | - Rafael Nadal - Guillermo Ochoa - Luciana Aymar - Paola Espinosa - Victor Cruz                                                                                     |
| Favorite Supermodel | |
| - Adriana Lima - Alessandra Ambrósio - Fernanda Tavares - Flavia de Oliveira - Gisele Bündchen | |

,